# Северо-западный политехнический университет
Северо-за́падный политехни́ческий университе́т (СЗПУ) (кит. 西北工业大学) был основан в 1938 году в городе Сиань. В СЗПУ существуют 13 институтов, на дневном отделении бакалавриата обучение ведётся по 52 специальностям, в магистратуре — по 90 специальностям, аспирантуре — 48 специальностям. В СЗПУ работают более 1300 профессоров и доцентов, почти 300 преподавателей — кандидаты наук, среди них 15 академиков Китайской академии наук и Академии инженерных наук Китая.